# Epistemografía
La epistemografía propone un modelo de la organización de los conocimientos científicos, en base al cual se pueden analizar, para un dominio científico dado, los conocimientos propios de dicho dominio. El análisis de esos conocimientos, que pueden ser objeto de un discurso razón, constituye la finalidad de la epistemografía.

La epistemografía se constituye como una configuración transdisciplinar, en la medida que organiza conjuntos de saberes dispersos y heterogéneos desde la neurociencia a la teoría política, la sociología del conocimiento o la antropología filosófica y cultural para la resolución de los problemas que atañen a su objeto de observación, cual es nuestras relaciones  individuales y sociales con y a partir de los modos de organización histórica y presente de los conocimientos y de la memoria registrada.
Conjuga teoría y praxis, observación y objeto en talleres y bancos de trabajo que eliminan los privilegios en tales dicotomías.
Antonio García Gutiérrez

## Origen y significado
La epistemografía surge de la necesidad de las nuevas configuraciones del lenguaje que se representa en los textos científicos, por lo cual, su significado integra una representación (graphos) de los conocimientos científicos (episteme).
El término epistemografía está compuesto por "episteme" y "grafía":

episteme: Fil. Saber construido metodológica y racionalmente, en oposición a opiniones que carecen de fundamento.

-grafía. elem. compos. Significa 'descripción', 'tratado', 'escritura' o 'representación gráfica'.
RAE

Entonces, epistemografía significa "mapeo de los saberes"
La representación del conocimiento científico es una tarea relacionada con la investigación, que requiere tiempo y análisis de procesos y resultados, coherencia entre lo investigado, lo que se obtiene y lo que se va a dar a conocer.
La epistemografía trata de la organización (sincrónica) de los saberes entre sí, a diferencia de la epistemología (Kuhn), que estudia más bien la evolución (diacrónica) de los saberes.

## Formación epistemográfica
La formación epistemográfica es necesaria para que los profesionales puedan desarrollar el pensamiento hermenéutico en la construcción de textos científicos, desde una relación sintética y lógica, sincrónica y acrónica de las ideas fundamentales del pensamiento científico, a efectos de su proyección divulgativa, científica y tecnológica.
La construcción del texto científico parte de una práctica investigativa sobre el objeto simbólico. La representación del conocimiento es una relación entre símbolo y contexto, investigador y comunidad científica, conocimiento acumulado y finalidades investigativas. La construcción de un texto científico necesita conocer las intencionalidades científicas, cognitivas y pragmáticas, desde el uso contextual de los símbolos.

### Epistemografía transdisciplinar
Es el nombre de un proyecto de la universidad de Costa Rica que trabaja en el mapeo de los saberes transdisciplinares, o sea, los saberes que atraviesan las disciplinas o están en sus intersticios, por lo cual no son enseñados a lo largo de la escolaridad, pero tienen que ver con incidentes críticos del trayecto laboral.  
Estos saberes cruciales se relacionan con la competencia comunicativa, la capacidad de construir redes, de trabajar con otros, de coevolucionar en un grupo, la autonomía del estudiante para aprender a aprender.

## Epistemografía en la ciencia matemática

### Origen
Son fuentes de pensamiento, en línea directa o en oposición, los siguientes campos de investigación: 
Campos conceptuales (Vergnaud), cK¢ (Balacheff), Paradigmas geométricos (Houdement – Kuzniak - Parzysz), Registros semióticos (Raymond Duval), TAD (Chevallard), Triple aproximación (Sackur et al., grupo CESAME). 
Surge de la búsqueda de respuesta a lo que hay que conocer para hacer matemática, más allá de las definiciones y los teoremas. Por ejemplo, en la didáctica del álgebra, se cuestiona qué tipo de saber es  que las escrituras algebraicas denotan, y que esta denotación es invariante por transformaciones lícitas. También se busca establecer si hay compatibilidad con la Teoría de Situaciones Didácticas de Guy Brousseau y cuáles son los conocimientos puestos en juego en el debate científico (noción de “regla del juego”).
El abordaje de los estudios deslindan la respuesta de la elección de una teoría didáctica, de manera que resulte compatible con los distintos marcos teóricos, lo cual condujo al desarrollo de la epistemografía.
Esta permite identificar el tipo al que pertenece cada conocimiento de un dominio matemático dado y diferenciar su naturaleza  ayuda a desentrañar sistemáticamente lo que hay que conocer en cada dominio.

### Objetos de trabajo matemático
Son los objetos que se usan y se estudian, los contenidos de las clases de matemática: número, operaciones, ecuaciones, polígonos, curvas, funciones, integrales, etc.
La epistemografía postula que estos objetos (cualquiera sea su naturaleza) muestran por lo menos tres aspectos (dimensiones): semiolingüístico, teórico, práxico.

#### Dimensión sociolingüística
Los objetos de saber se presentan a través de signos que los representan y permiten solo un acceso mediato a los objetos de saber y a los conceptos, a través de los sentidos. Por ejemplo, una función matemática se puede conocer a través de representaciones semióticas como una gráfica o símbolos matemáticos. 
El lenguaje matemático (en sentido amplio) comprende  
| lenguaje natural            | escrituras simbólicas | representaciones no lingüísticas    |
| el producto de dos por tres | 2×3                   | \| ♣ \| ♣ \| ♣ \| \| ♣ \| ♣ \| ♣ \| |
| ♣                           | ♣                     | ♣                                   |
| ♣                           | ♣                     | ♣                                   |

#### Dimensión teórica
Está constituida por las definiciones y propiedades que se relacionan con la teoría matemática, a las que se agregan las nociones paramatemáticas como demostración, variable, parámetro, verdad, que forman parte del discurso matemático y son una componente esencial en el hacer matemática.

#### Dimensión práxica
Los objetos de saber se relacionan  con complejas acciones durante el trabajo matemático, de ahí el nombre de esta dimensión.
Por ejemplo, en el caso de la multiplicación, su dimensión práxica está en las técnicas de cálculo mental, de cálculo escrito, de uso de la calculadora, de la regla de cálculo, del ábaco, etc.

### Conocimientos
La epistemografía postula que en el trabajo con los objetos matemáticos hay ocho tipos de conocimientos involucrados: semiolingüísticos, nocionales, semánticos, instrumentales, prácticos, pragmáticos, nomológicos e identificatorios.

#### Conocimientos semiolingüísticos
El conocimiento de los sistemas semióticos de representación (incluyendo el lenguaje) es imprescindible para leer, interpretar, escribir, dibujar, entender, procesar representaciones de los objetos de saber. Su desconocimiento o el conocimiento parcial o erróneo son causas frecuentes de las dificultades de los alumnos, por ejemplo leer “21" como “doce”, no reconocer un cuadrado si no está en una posición “estándar”, interpretar mal una tabla de proporcionalidad, etc.
La “generatividad” (Chomsky) es la capacidad humana de producir y entender frases nunca oídas anteriormente (capacidad que no poseen los grabadores ni los loros), sobre la base de un sistema de reglas que permite generar y transformar una cantidad virtualmente infinita de frases. Estas reglas son conocidas por el sujeto implícita o explícitamente y su uso es lo que permite el trabajo sobre los objetos representados (Duval).
El signo es algo que, para alguien, representa o está en lugar de algo bajo algún aspecto o capacidad (Peirce). Su carácter es relativo, por ejemplo el signo "X" se interpreta diferente según el contexto en que esta´usado:  “60 Escobar X Panamericana” en la ruta , el cartel “Xing” en USA, "rayos X" en un hospital. 
Conocer el sistema de generación y de transformaciones del lenguaje simbólico es conocer las reglas de su sintaxis.
Ejemplo:  “2×a” es equivalente a “2a” pero “2×3” no es equivalente a “23”

#### Conocimientos nocionales
Comprenden las definiciones y propiedades de los objetos de trabajo. Hay propiedades de las representaciones (ej. “2002” es capicúa), propiedades de los objetos, independientes del sistema de representación (ej. “2002” es par) o dependientes del sistema de representación (los números pares terminan en “0”, “2”, “4”, “6”, “8”).
El conocimiento de las relaciones entre los objetos (estructura matemática y lógica) hace posible la generatividad del sistema de conocimientos nocionales.

#### Conocimientos semánticos
La semántica trata de la relación del lenguaje con el mundo extralingüístico. En matemática, estudia cómo los signos se relacionan con los objetos y los significados matemáticos. Por ejemplo, las operaciones semánticas permiten saber que 2×3 = 2 es falso en el conjunto de los números enteros (Z), pero verdadero en el conjunto de los enteros módulo 4 (Z/4Z).

#### Conocimientos instrumentales
“Los instrumentos son entidades mixtas, compuestas de una parte de artefacto y de esquemas de utilización”(Luc Trouche – Pierre Rabardel). Incluyen el conocimiento del uso instrumental de artefactos materiales de medida, de observación, de construcción, artefactos electrónicos, instrumentos semióticos y metaconocimientos (estrategias).
Este tipo de conocimientos se vincula con una meta (por ejemplo: para medir una magnitud conviene usar una unidad adecuada a la cantidad a medir), a diferencia de los conocimientos nocionales que son propiedades (por ejemplo: la división no es conmutativa).
Los instrumentos, o sea los esquemas asociados a artefactos, posibilitan la resolución de nuevos problemas, mediante la generatividad.

#### Conocimientos pragmáticos
El término "pragmático" se asocia al nivel de análisis lingüístico que trata de las acciones que el lenguaje puede producir sobre el mundo.
Para la matemática, son los conocimientos que permiten accionar sobre los objetos, pero como no hay acceso inmediato a los mismos ni se puede operar con instrumentos directamente sobre los objetos matemáticos, las acciones sobre los objetos se hacen sobre las representaciones semióticas.  Los instrumentos operan sobre representaciones, por ejemplo, una regla graduada opera sobre un dibujo geométrico.
Entre los instrumentos, algunos operan en el sistema semiótico mismo, transformando signos en otros signos. Estos instrumentos se llaman “semióticos”, y los conocimientos asociados a dichos instrumentos son “pragmáticos”.
La descripción de estos instrumentos se encuentra en la teoría de los Registros de Representación Semiótica de Raymond Duval.

#### Los conocimientos prácticos
Estos conocimientos relacionan los instrumentos con los objetos matemáticos, y permiten saber cómo se usa un instrumento para tal fin, cuál es la utilidad de un instrumento, por ejemplo, para multiplicar 49,5 por 20, permiten decidir si es más eficiente usar una calculadora, lápiz y papel, hacer un cálculo mental, un ábaco o una regla de cálculo.

#### Conocimientos nomológicos
Es el conocimiento de las reglas generales (de validez lógica, de corrección semiótica, de uso legítimo) que establecen lo que está permitido o prohibido (a diferencia de los conocimientos instrumentales que establecen el grado de posibilidad).   
Una regla originada en el uso de los instrumentos es el uso exclusivo del compás para construcciones geométricas (no se permite regla).
Las reglas de juego son diferentes según el nivel de escolaridad, por ejemplo, en la escuela primaria se permite medir un segmento con una regla, pero más adelante, esta no se permite y debe sustituirse por la comparación del segmento a medir con otros, usando las propiedades de la figura.
Las reglas del juego semiótico son diferentes en geometría que en aritmética, por ejemplo para las representaciones de las figuras no hay 
longitud ni dirección absolutas, tampoco hay longitud pero sí orientación para las letras o las cifras: “N” ≠ “Z”

#### Conocimientos identificatorios
Permiten conocer el nombre de lo que se hace, por ejemplo “división”.  
Los identificadores son necesarios para identificar categorías (de objetos y de actividades de trabajo). 
Los conocimientos identificatorios se movilizan durante la fase de institucionalización, cuando se da carácter oficial al conocimiento construido por el alumno durante la fase adidáctica (en la teoría de situaciones didácticas de Brousseau).